# ۹۵۰ (قمری)
۹۵۰ (قمری)، نهصد و پنجاهمین سال در گاهشماری هجری قمری است. اول محرم این سال برابر با شانزدهم آوریل سال ۱۵۴۳ میلادی است.